# Europejska Unia Wspólnot Polonijnych
Europejska Unia Wspólnot Polonijnych (EUWP, ang. Union of Polish Communities In Europe) jest ogólnoeuropejską federacją zrzeszająca ogólnokrajowe, organizacje polskie i polonijne, mające swoją siedzibę i działające w europejskich krajach osiedlenia. Powołana w grudniu 1993 roku na zebraniu Europejskich Wspólnot Polonijnych w Londynie. Unia skupia 40 organizacji polskich i polonijnych z 26 państw europejskich.
Cele Unii to integracja i wzmocnienie pozycji europejskiego ruchu polonijnego; uzyskanie przez Polskę należnego miejsca w zjednoczonej Europie; zachowanie przez Polonię europejską polskiego dziedzictwa kulturowego, reprezentowanie Polonii europejskiej wobec Unii Europejskiej, Parlamentu Europejskiego, innych struktur europejskich i międzynarodowych oraz wobec władz i organizacji polskich.

## Władze
Prezydenci Unii:
- 1993-2000 Zygmunt Szkopiak
- 2000-2003, 2003-2006 i 2012-2015 Helena Miziniak
- 2006-2012, 2015-2022 Tadeusz Adam Pilat
- od 2022 Edward Trusewicz

## Organizacje zrzeszone w Europejskiej Unii Wspólnot Polonijnych
- Forum Polonii w Austrii
- Rada Polonii Belgijskiej
- Europejski Instytut Kultury I Mediów Polonicus
- Związek Polaków na Białorusi
- Polska Macierz Szkolna na Białorusi
- Polskie Stowarzyszenie Kulturalno-Oświatowe im. Wł. Warneńczyka
- Polskie Towarzystwo Kulturalne “Mikołaj Kopernik”
- Polski Związek Kulturalno-Oświatowy
- Macierz Szkolna w Republice Czeskiej
- Kongres Polaków w Republice Czeskiej
- Stowarzyszenie Polaków Zamieszkałych w Czarnogórze
- Federacja Organizacji Polskich i Polsko-Duńskich w Danii „Polonia”
- Związek Polaków w Estonii „Polonia”
- Zjednoczenie Polskie w Helsinkach
- Federacja Polonii Francuskiej
- Zrzeszenie Polaków w Grecji – Mieszko
- Stowarzyszenie Polaków w Hiszpanii „Nasz Dom” – „Nuestra Casa”
- Europolonia – Fundacja
- Towarzystwo Irlandzko-Polskie
- Together Razem Centre
- Związek Polaków na Litwie
- Związek Polaków na Łotwie
- Polskie Stowarzyszenie Klub Polonia – Macedonia
- Polska Rada w Niemczech
- Kongres Polonii Niemieckiej
- Związek Polaków w Niemczech spod Znaku „Rodła”
- Chrześcijańskie Centrum Krzewienia Kultury, Tradycji i Języka Polskiego
- Związek Polaków w Norwegii
- Kongres Polaków w Rosji
- Stowarzyszenie Kulturalno-Oświatowe „Polonia” w Sankt Petersburgu
- Związek Polaków w Rumunii „Dom Polski”
- Zrzeszenie Organizacji Polonijnych w Szwecji
- Federacja Organizacji Polskich na Ukrainie
- Związek Polaków na Ukrainie
- Ogólnokrajowy Samorząd Mniejszości Polskiej na Węgrzech
- Polskie Stowarzyszenie Kulturalne im. J. Bema
- Stowarzyszenie Katolików Polskich na Węgrzech pw. Św. Wojciecha
- Zjednoczenie Polskie w Wielkiej Brytanii
- Polska Macierz Szkolna w Wielkiej Brytanii
- Związek Polaków we Włoszech
- Stowarzyszenie Przyjaźni Polsko-Serbskiej „Yu-Polonia”